# Lead-out
Der Lead-out oder Auslaufbereich ist ein Bereich bei Compact Discs (CDs), Digital Versatile Discs (DVDs) und Blu-ray Discs (BDs) nach dem Datenbereich und definiert somit dessen Ende. Er ist das Gegenstück zum Lead-in vor dem Datenbereich. 
Gemäß dem Red Book für Audio-CDs beträgt die Länge des Auslaufbereichs bei CDs 90 Sekunden bzw. hat dieser eine Ringbreite von 1 mm. Bei Multisession-CDs beträgt die Länge des 2. und der folgenden Lead-outs 30 Sekunden. Der Inhalt des Lead-Out ist, bei Audio, absolute Stille, oder, digital betrachtet, ausschließlich Nullen. Der Lead-out dient dem Lesegerät auch als Indikator für die Position des Abtaststrahls. Sollte dieser den Lead-out erreichen, kennt das Lesegerät dessen Position (Ende des Datenbereiches) und kann somit den Abtaststrahl wieder auf den Datenbereich zurückführen.
Bei Vorhandensein mehrerer Sessions auf einer CD schließt jede Session mit einem eigenen Lead-out ab.
Beim Disc-At-Once-Brennverfahren wird der gesamte Inhalt der CD-R(W), bestehend aus einer oder mehreren Sessions, jeweils in der Reihenfolge Lead-in, Datenbereich und Lead-out gebrannt. Dabei werden die Bereiche in der Reihenfolge gebrannt, in der sie auf der CD-R(W) erscheinen.  Beim Session-At-Once-Verfahren wird eine Session in der Reihenfolge Lead-in, Datenbereich und Lead-out auf die CD-R(W) gebracht. Beim Track-At-Once-Verfahren wird nur ein Track gebrannt. Erst nachdem alle gewünschten Tracks der Session aufgebracht wurden, werden in einem gesonderten Schritt, dem Finalisieren, Lead-in und -out gebrannt.